# Ред-Ривер (Нью-Мексико)
Ред-Ривер (англ. Red River) — місто (англ. town) в США, в окрузі Таос штату Нью-Мексико. Населення — 542 особи (2020).

## Географія
Ред-Ривер розташований за координатами 36°42′36″ пн. ш. 105°25′4″ зх. д. / 36.71000° пн. ш. 105.41778° зх. д. (36.709900, -105.417735).  За даними Бюро перепису населення США в 2010 році місто мало площу 2,60 км², з яких 2,59 км² — суходіл та 0,01 км² — водойми.

### Клімат
| Клімат : Ред-Ривер                           | Клімат : Ред-Ривер | Клімат : Ред-Ривер | Клімат : Ред-Ривер | Клімат : Ред-Ривер | Клімат : Ред-Ривер | Клімат : Ред-Ривер | Клімат : Ред-Ривер | Клімат : Ред-Ривер | Клімат : Ред-Ривер | Клімат : Ред-Ривер | Клімат : Ред-Ривер | Клімат : Ред-Ривер | Клімат : Ред-Ривер |
| Показник                                     | Січ.               | Лют.               | Бер.               | Квіт.              | Трав.              | Черв.              | Лип.               | Серп.              | Вер.               | Жовт.              | Лист.              | Груд.              | Рік                |
| Середній максимум, °C                        | 2,5                | 3,9                | 7,0                | 12,1               | 17,2               | 22,8               | 24,6               | 23,4               | 20,6               | 14,7               | 7,6                | 3,3                | 13,3               |
| Середній мінімум, °C                         | −15,2              | −13,3              | −9,3               | −5,1               | −1,4               | 2,1                | 5,1                | 4,8                | 1,2                | −3,6               | −9,6               | −14,2              | −4,8               |
| Норма опадів, мм                             | 28                 | 32                 | 46                 | 46                 | 44                 | 35                 | 78                 | 78                 | 45                 | 39                 | 31                 | 30                 | 532                |
| -------------------------------------------- | ------------------ | ------------------ | ------------------ | ------------------ | ------------------ | ------------------ | ------------------ | ------------------ | ------------------ | ------------------ | ------------------ | ------------------ | ------------------ |
| Джерело: The Western Regional Climate Center |                    |                    |                    |                    |                    |                    |                    |                    |                    |                    |                    |                    |                    |

## Демографія
Згідно з переписом 2010 року, у місті мешкало 477 осіб у 228 домогосподарствах у складі 122 родин. Густота населення становила 183 особи/км².  Було 756 помешкань (291/км²).
Расовий склад населення:
| - 92,5 % — білих - 0,4 % — корінних американців - 0,2 % — вихідців з тихоокеанських островів - 0,2 % — чорних або афроамериканців - 5,0 % — осіб інших рас |

До двох чи більше рас належало 1,7 %. Частка іспаномовних становила 12,4 % від усіх жителів.
За віковим діапазоном населення розподілялося таким чином: 18,2 % — особи молодші 18 років, 68,8 % — особи у віці 18—64 років, 13,0 % — особи у віці 65 років та старші. Медіана віку мешканця становила 41,1 року. На 100 осіб жіночої статі у місті припадало 108,3 чоловіків;  на 100 жінок у віці від 18 років та старших — 106,3 чоловіків також старших 18 років.
Середній дохід на одне домашнє господарство  становив 45 072 долари США (медіана — 34 643), а середній дохід на одну сім'ю — 74 013 долари (медіана — 72 083). За межею бідності перебувало 16,2 % осіб, у тому числі 18,8 % дітей у віці до 18 років та 0,0 % осіб у віці 65 років та старших.
Цивільне працевлаштоване населення становило 224 особи. Основні галузі зайнятості: мистецтво, розваги та відпочинок — 29,9 %, роздрібна торгівля — 25,4 %, фінанси, страхування та нерухомість — 14,7 %, науковці, спеціалісти, менеджери — 10,7 %.